# 日本現代詩人会
日本現代詩人会（にっぽんげんだいしじんかい）は、日本の文学団体。
1950年、北川冬彦らによって創設された。当初の会名は現代詩人会だったが、1960年に日本現代詩人会に改称した。新人賞としてのH氏賞や、中堅以上の詩人の作品に贈られる現代詩人賞を主催している。略称・現代詩人会。

## 歴代代表
- 幹事長・北川冬彦
- 1953 村野四郎
- 1955 草野心平
- 1957 西脇順三郎
- 1959 北川
- 近藤東
- 1960、理事長・近藤東
- （会長、理事長）
- 1960 村野四郎、黒田三郎
- 1962 西脇、安藤一郎
- 1963 安藤一郎、上林道夫
- 1965 草野、中桐雅夫
- 1967 伊藤信吉、山本太郎
- 1969 村野、秋谷豊
- 1971 田中冬二、安西均
- 1973 山本太郎、磯村英樹
- 1975 石原吉郎、宗左近
- 1977 小野十三郎、上林
- 1979 大岡信、磯村英樹
- 1981、安西均、新川和江
- 1983 新川和江、鎗田清太郎
- 1985 伊藤桂一、小海永二
- 1987 上林猷夫、斎藤守
- 1989 秋谷豊、赤石信行
- 1991 小海永二、菊田守
- 1993 磯村英樹、木津川昭夫
- 1995 鎗田清太郎、一色真理
- 1997 長谷川龍生、菊田守
- 1999 長谷川、葵生川玲
- 2001 木津川昭夫、丸地守
- 2003 菊田守、甲田四郎
- 2005 安藤元雄、葵生川玲
- 2007 大岡信、山田隆昭
- 2009 新井豊美 八木幹夫
- 2011 八木忠栄 山田隆昭
- 2014 財部鳥子 北畑光男
- 2017 以倉紘平 新延拳
- 2018 新藤涼子、秋亜綺羅
- 2019 黒岩隆 山田隆昭

## 詩投稿欄
ホームページにて、「詩の上達を目指す新人のための詩の投稿欄」として詩の募集を行っている。３人の選者が投稿作品の選考を行い、選評をつけて３か月毎にホームページに公開される。選者は１年ごとに、日本現代詩人会会員やH氏賞受賞者などが担当する。
　投稿可能なのは１期（３か月）に３作までとされ、日本現代詩人会会員や、投稿欄の新人賞および新人受賞者は投稿することができない。

### ＨＰ現代詩投稿欄「新人賞」「新人」
毎年、年間に入選した詩人の中から新人賞１人および新人３人が選出される。
| 年度 | 新人賞       | 新人                                     |
| 2017 | 櫻井周太     | 横山黒鍵、上原梨花、樽井将太             |
| 2018 | 橘麻巳子     | 采目つるぎ、田中修子、まほろば           |
| 2019 | 宮永蕗       | 清水苳子、鎌田尚美                       |
| 2020 | 小林真代     | 澁澤赤、中川達矢、渡部栄太               |
| 2021 | 岡崎よしゆき | 東浜実乃梨、小川博輝、松尾如華           |
| 2022 | 浅浦藻       | 岡 堯、佐名田纓、シーレ 布施             |
| 2023 | 岩佐 聡      | 河上 類、守屋秋冬、竹井紫乙              |
| 2024 | 末野 葉      | nostalghia、た い ち、田中 綾乃          |
| 2025 | 熊倉ミハイ   | 佐々木春、三刀月ユキ、むきむきあかちゃん |

歴代選者は以下の通り。
- 第1期〜第4期…野村喜和夫、高貝弘也、 峯澤典子
- 第5期〜第8期…杉本真維子、 石田瑞穂、 八木幹夫
- 第9期〜第12期… 金井雄二、中島悦子
- 第13期〜第15期… 廿楽順治、 伊藤浩子、 光冨郁埜
- 第16期〜第19期…松尾真由美、柴田三吉、浜田優
- 第20期〜第23期…片岡直子、上手宰、福田拓也
- 第24期〜第27期…山田隆昭、塚本敏雄、草間小鳥子
- 第28期〜第31期…北原千代、根本正午、渡辺めぐみ
- 第32期〜第35期…うるし山千尋、浜江順子、雪柳あうこ
- 第36期〜第39期…伊武トーマ、橘麻巳子、根本紫苑